# Constance de Hongrie
Constance de Hongrie ou Konstancia, née le 17 février 1180 à Esztergom et décédée le 4 décembre 1240 à Předklášteří était la fille du roi Béla III de Hongrie et d'Agnès d'Antioche.
Princesse de la dynastie Árpád, elle est fiancée en 1189 à Frédéric VI de Souabe († 1191), duc d'Alsace et de Souabe, fils de l'empereur romain germanique Frédéric Barberousse. En 1198 elle devient la seconde épouse du roi Ottokar Ier de Bohême et de ce fait reine de Bohême et mère de Venceslas Ier de Bohême, Anne de Bohême et Sainte Agnès de Bohême.